# Pholidota chinensis
Pholidota chinensis é uma espécie de orquídea (Orchidaceae) do Sudeste Asiático.